# مونشسمونستر
مونشسمونستر (به آلمانی: Münchsmünster) یک شهر در آلمان است که در بایرن واقع شده‌است.

## خصوصیات
مونشسمونستر ۱۵٫۸۱ کیلومترمربع مساحت دارد ۳۵۷ متر بالاتر از سطح دریا واقع شده‌است.

## نگارخانه

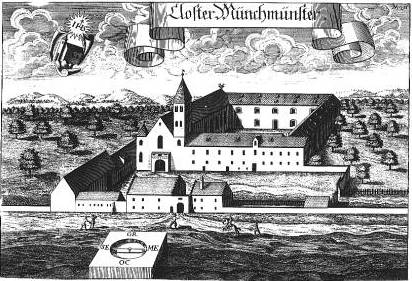
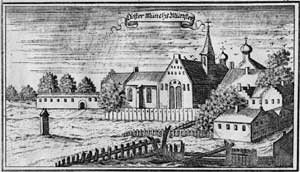
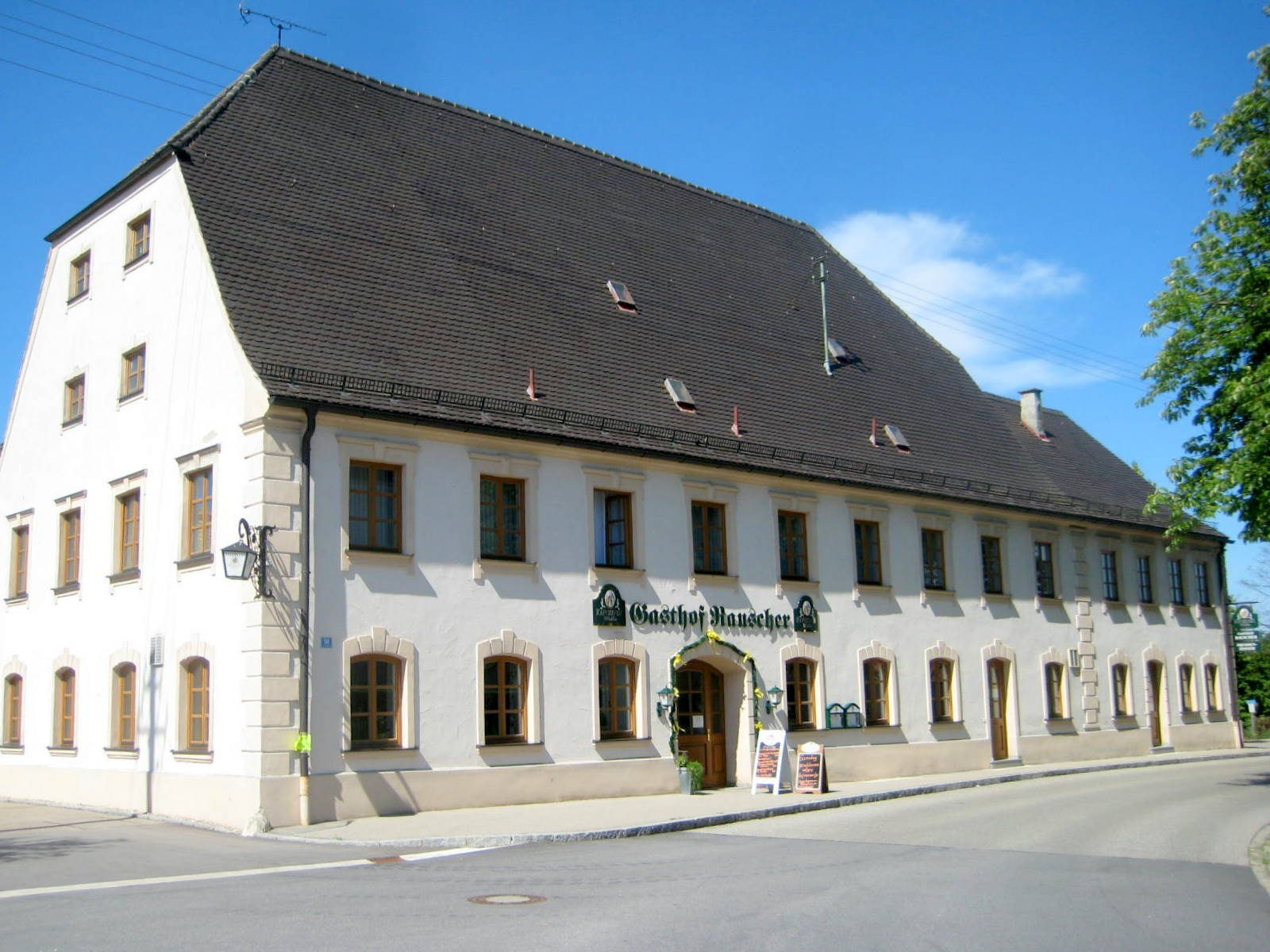
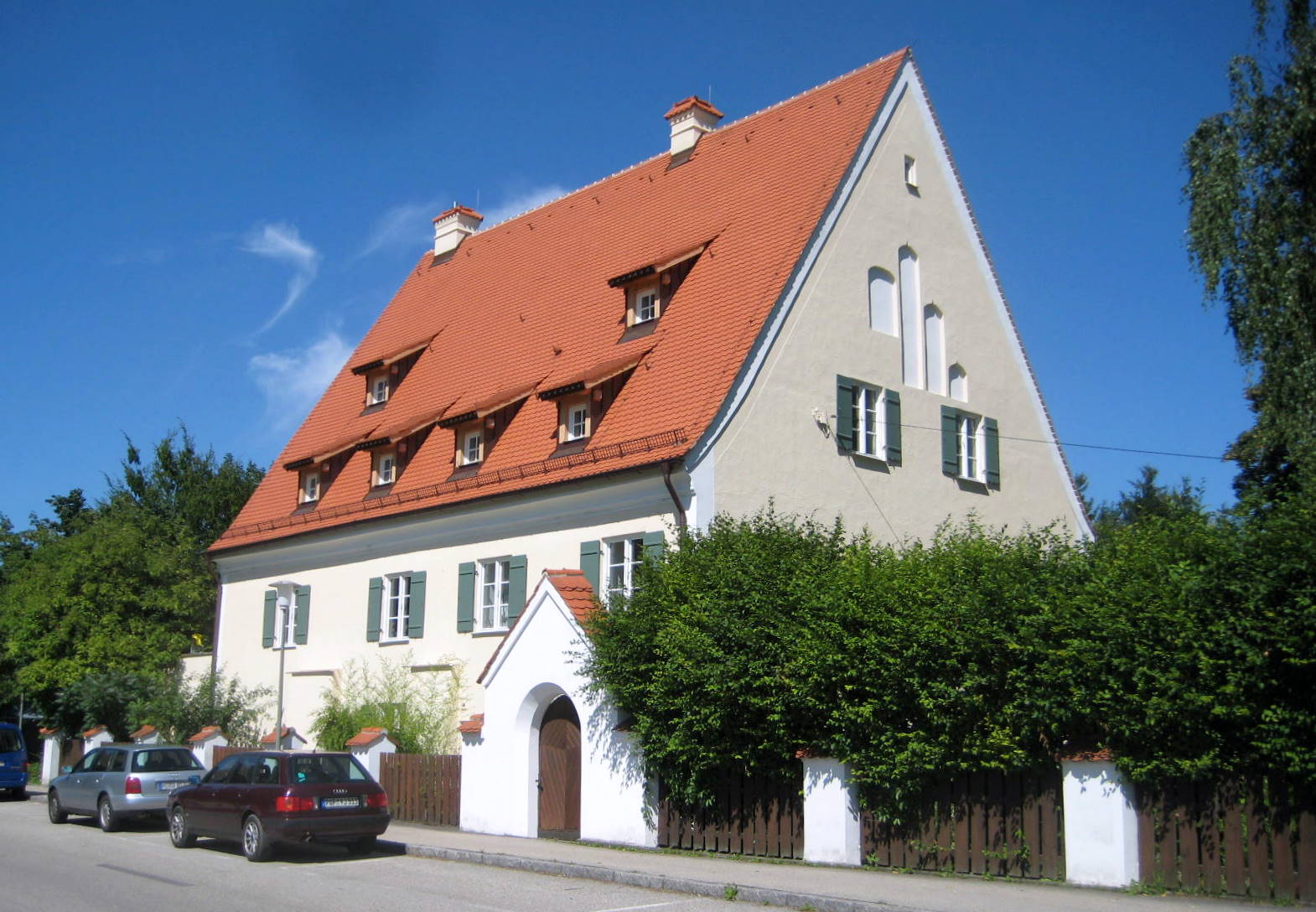
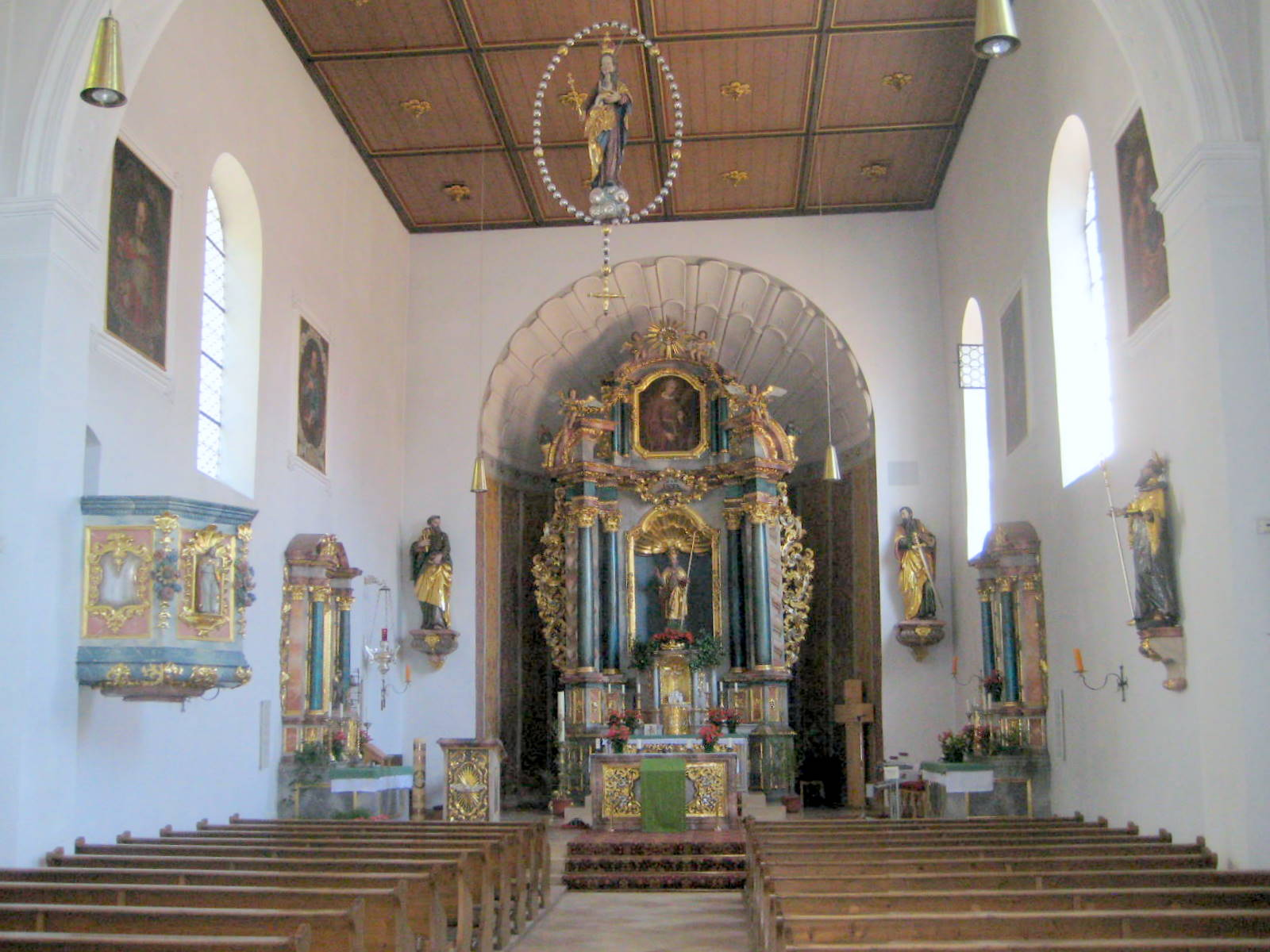
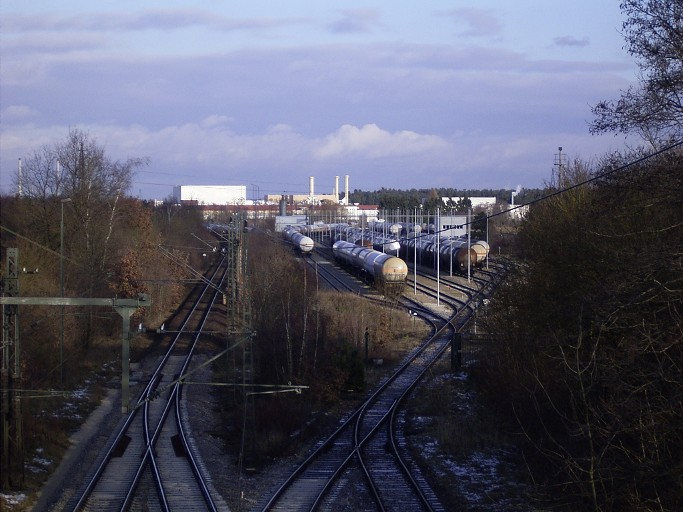